# São Cesário em Palatio (diaconia)
O título cardinalício de São Cesário em Palatio foi instituído em 6 de julho de 1517 pelo Papa Leão X, quando, no consistório de 1 de julho, expandiu o número de cardeais. O título foi também conhecido como San Cesareo em Turri ou domo Corsarum ou ad Corsas, ou in Monasterio. Foi suprimida em 1587 pelo Papa Sixto V e reeregida como diaconia pelo Papa Clemente VIII em 1600.
Sua igreja titular é San Cesareo de Appia, conhecida também como San Cesareo in Palatio (por sucessão do antigo oratório de San Cesareo in Palatio). O cardeal Karol Wojtyła, na época titular presbiteral pro illa vice, foi eleito como Papa João Paulo II.

## Titulares cardinalícios
- Niccolò Pandolfini (1517-1518)
- Vacante (1518-1530)
- Louis de Gorrevod (1530-1537)
- Bartolomeo Guidiccioni (1540-1542)
- Cristoforo Madruzzo (1545-1560)
- Pietro Francesco Ferrero (1561)
- Vacante (1561-1570)
- Archangelo de 'Bianchi, O.P. (1570-1580)
- Vacante (1580-1587)

## Titulares diáconos
- Silvestro Aldobrandini (1603-1612)
- Vacante (1612-1616)
- Carlo Gaudenzio Madruzzo (1616-1626)
- Giangiacomo Teodoro Trivulzio (1629-1644)
- Carlo Rossetti (1644-1653)
- Carlo Barberini (1653-1660); novamente (1667-1675)
- Frederico de Hesse-Darmstadt (1661-1667)
- Girolamo Casanate (1675-1682)
- Benedetto Pamphilj (1685-1686)
- Giovanni Francesco Negroni (1686-1696)
- Giambattista Spinola il giovane (1696-1706); título pro illa vice (1706-1719)
- Thomas Philip Wallrad d'Alsace-Boussut de Chimay (1721-1733)
- Giovanni Battista Spínola (1733-1743)
- Vacante (1743-1747)
- Gian Francesco Albani (1747-1759)
- Giovanni Costanzo Caracciolo (1759-1770)
- Vacante (1770-1775)
- Bernardino de Vecchi (1775)
- Giovanni III Cornaro (1778-1789)
- Filippo Campanelli (1791-1795)
- Vacante (1795-1804)
- Giuseppe Albani (1804-1818)
- Vacante (1818-1827)
- Tommaso Bernetti (1827-1844)
- Giuseppe Bofondi (1847-1867)
- Vacante (1867-1884)
- Ignazio Masotti (1884-1888)
- Achille Apolloni (1889-1893)
- Giuseppe Antonio Ermenegildo Prisco (1896-1898)
- Vacante (1898-1911)
- Willem Marinus van Rossum, C.SS.R. (1911-1915)
- Vacante (1915-1922)
- Franz Ehrle, S.J. (1922-1934)
- Domenico Mariani (1935-1939)
- Vacante (1939-1958)
- Francesco Bracci (1958-1967)
- Karol Wojtyła, título pro illa vice (1967-1978), Eleito Papa João Paulo II
- Vacante (1978-1985)
- Andrezej Maria Deskur (1985-1996); título pro hac vice (1996-2011)
- Antônio Maria Vegliò (2012-2022); título pro hac vice (desde 2022)